# Freule van Dorth

Familiewapen van Dorth

Freule van Dorth (voluit Johanna Magdalena Catharina Judith van Dorth tot Holthuyzen) (gedoopt Warnsveld, 7 mei 1747 - Winterswijk, 22 november 1799), was een orangiste en dochter van Jan Adolph Hendrik Sigmund van Dorth, heer van ’t Velde en Holthuizen en Jacoba Schimmelpenninck van der Oije.
De Freule Van Dorth verwierf bekendheid met haar executie na gebeurtenissen vanaf 14 september 1799 toen de Bataafse Republiek de staat van beleg uitriep in het graafschap Zutphen gelegen Ambt Bredevoort. Men zond 200 soldaten van de nationale garde en 100 Franse soldaten naar Bredevoort om de vesting te versterken, nadat de oranjegezinde August Robert van Heeckeren van Suideras een inval vanuit Pruisen ondernam om een oranjerevolutie uit te lokken ten gunste van de in Engeland verblijvende erfprins van Oranje-Nassau.

## Verboden liefde
Na een verboden liefde in 1766 met de advocaat en huisvriend Engelbert Crookceus en een daaraan gekoppeld huisarrest dat de freule Van Dorth werd opgelegd, besloot ze van huis weg te lopen. Haar ouders ontdekten echter haar plannen en kregen op 16 september 1767 toestemming van de magistraat van Zutphen om haar op te sluiten in de particuliere vrouwengevangenis Duynkerken in Delft. Daarnaast werd zij onterfd wegens haar "verkwistende en reprochabele levenswijze". Het is niet bekend hoelang zij opgesloten zat; wel dook zij omstreeks 1776 weer op in Huis 't Velde.

## Erfenis
In 1788 ontving de freule Van Dorth samen met haar broer Gerrit een erfenis, beleend met de heerlijkheid Holthuysen. Zij werden daardoor toegelaten tot de ridderschap van Zutphen. In 1789 kochten zij de havezate Harreveld bij Lichtenvoorde en gingen daar wonen. In de omgeving waren zij echter niet geliefd. Er was zelfs sprake van dat er een vloek lag op het kasteel van Harreveld. Hun vader, een landedelman van de oude stempel, zou zich vermaakt hebben met het schieten vanuit het kasteel op passanten. Ook over broer en zus gingen de wildste geruchten.

## Oranjerevolutie en gevangenname

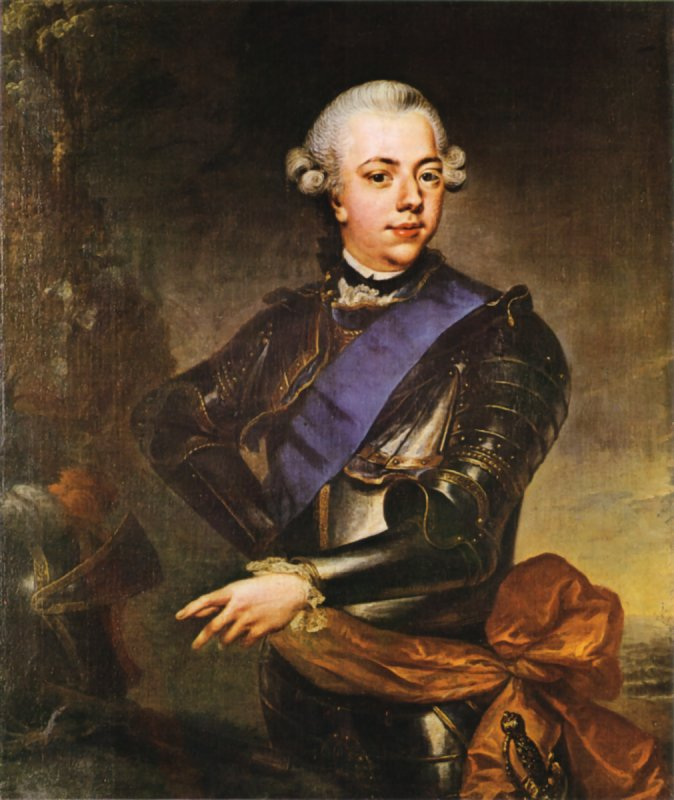
Willem V, Erfstadhouder der Verenigde Nederlanden

In september 1799 ondernam de oranjegezinde August Robert van Heeckeren van Suideras vanuit Pruisen een inval in de Achterhoek, om daar tegelijk met de Brits-Russische invallen in Noord-Holland een oranjerevolutie voor de in Engeland verblijvende erfprins Willem V van Oranje-Nassau uit te lokken. Hij riep daartoe ook de inwoners van Bredevoort op, maar de enige verzetsdaden waren het hijsen van de Oranjevlag in de kerktoren en het omhakken van de vrijheidsboom die deed herinneren aan de Franse Revolutie. Het Frans-Bataafse gezag was de situatie snel meester en voor stad en ambt Bredevoort werd de staat van beleg uitgeroepen, die duurde tot het einde van 1799. De inval kostte aan één persoon het leven: Judith van Dorth tot Holthuyzen, die al te openlijk met Oranje sympathiseerde. Deze freule Van Dorth was met haar koets door Lichtenvoorde en Groenlo gereden om sympathisanten voor Oranje te vinden, en in Lichtenvoorde riep iemand van de patriotten tegen haar:
De moord op Reesink kan doen zien wat men van de oranjepartij te verwachten heeft, waarop de freule antwoordde: Dat was geen moord! De oproerige patriot heeft zijn verdiende straf ontvangen. Zijn opstand tegen de prins was hoogverraad!
Er werd een onderzoek ingesteld naar het gebeurde. Op 18 september werd de freule Van Dorth gearresteerd op verdenking van "oproerstokerij" en betrokkenheid bij de moord op Reesink. Ze werd opgesloten in het tuchthuis te Arnhem. Haar berechting werd opgedragen aan een militair tribunaal dat op 5 oktober in Winterswijk werd gehouden. Het tribunaal bestond uit vijf officieren en onderofficieren van de nationale garde, van wie er één uit de streek afkomstig was. Deze lekenrechters werden bijgestaan door de drost van Bredevoort, de herbergier Willem Passchen en door advocaat Bom uit Lichtenvoorde, de enige jurist in deze groep, die als openbaar aanklager optrad. Over de kwaliteiten en de motieven van de rechters is veel te doen geweest.

## Executie

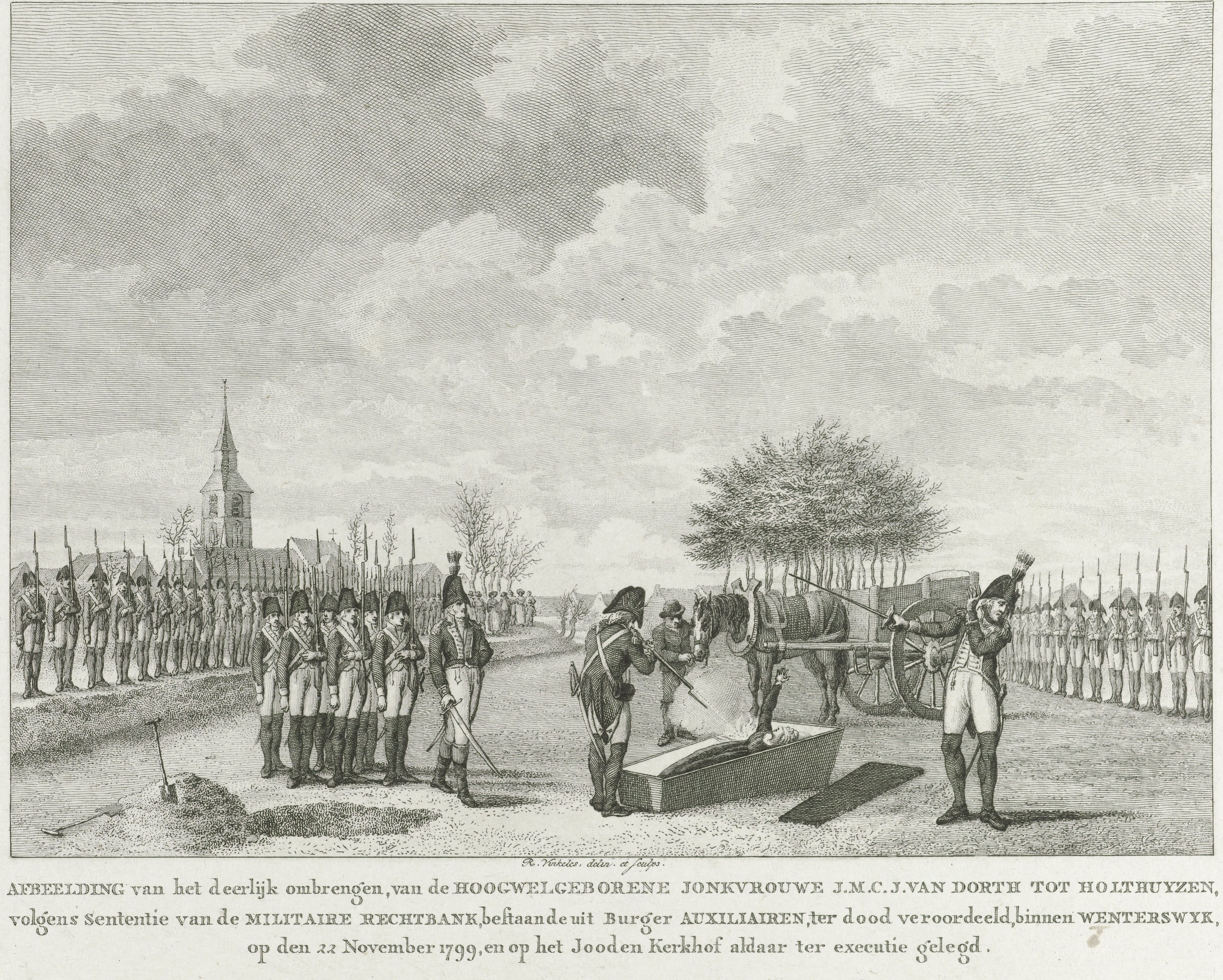
Executie van de freule van Dorth in Winterswijk

De freule Van Dorth werd beschuldigd van verraad aan het vaderland. Door Cornelis van der Aa wordt uit de tenlastelegging geciteerd:
Dat zij op Donderdag den 5 September l.l. des morgens al zeer vroeg van den Toren op den Huize Harreveld, een Oranjevlag heeft doen uitsteken en waaijen, [...] Dat dien zelfden dag van daar te rug, te Lichtenvoorde gekomen, en aan haar Gedetineerde is verhaald, dat eenen Fredericus Reesink dood gebleven was, zij Gedetineerde daarop gezegd heeft: "o! dat is 'er nog maar een capot, daar moeten 'er meer aan, het was maar een Patriot!" [...] Vervolgens een Burger, die "Vivat de Republiek" riep, gedreigd: met te zeggen: "Wagt manneke wij zullen U wel krijgen", [...]
De rechtbank veroordeelde haar "om anderen ten Exempel, met de Kogel gestraft te worden dat 'er de dood naa volgt".
Op 22 november, de dag van de executie, werd zij op een kar geplaatst en naar de Joodse begraafplaats van Winterswijk gebracht, waar al een kuil in de aarde was gegraven en een doodkist in gereedheid stond. Hieronder de gebeurtenis zoals beschreven door Van der Aa en door Reinier Vinkeles in bovenstaande gravure treffend weergegeven:
Nu gingen de geweeren los: de Doorschotene hier en daar gekwetst, doch geene der capitaale Levensdeelen getroffen zijnde, stroomde het bloed wel uit de veele toegebragte wonden, maar levend bleef zij, en worstelde dus in het zand liggende, met de angsten en smerten des doods. Fluks liepen eenigen toe: beurden de Zieltogende op, en wierpen haar in de doodkist, zekerlijk vermoedende dat zij reeds dood was. Dan, dit bleek wel draa geheel andere te zijn: daar zij dus gekwetst en doorboord, de ééne hand nog naar den Hemel uitstrekte, even als beklaagde zij zich bij de Godheid, over de mishandeling haar aangedaan, en smeekende om een spoedig uiteinde!

Afscheidsbrief Judith van Dorth GA 0510-1264

Een soldaat schoot bij wijze van genadeschot nog eens in de kist en volgens de overlevering vloog daarbij de zijden japon van de freule in brand. Soldaten zouden het vuur in de lijkkist geblust hebben door water te halen in hun steken die ze als emmers gebruikten. Johanna Magdalena Catharina Judith van Dorth tot Holthuyzen werd ter plaatse begraven. Later is zij in de Hervormde kerk van Lichtenvoorde bijgezet
Zeven uur voor haar dood schreef ze een brief aan haar goede vriend, burgemeester Christiaan Casper Stumph van Aalten: Mijn Waarde Vriend Ik bedank uw zeer voor alle Vriendelijkheid aan mijn bewezen in dit leven. Ik schrijf [deeze] om 4 uuren, dus 7 uuren voordat mij het [leven], door een kogel zal benomen worden. De reijs van [=naar] Groenlo etc. is oorzaak van mijn Dood. Ik vind in dezelve een verzoend God, troost mijn Ongelukkige Broeder die mij tot in de Dood benauwd. Weest zo goed en zegt een Eeuwig Vaarwel aan alle mijn bekenden. J.M.C.J. van Dorth.
Dit is het enige geval van een politieke executie, die in Nederland in de Franse tijd heeft plaatsgevonden.